# Johannite
La johannite est une espèce minérale rare de sulfate d'uranyle de formule chimique Cu[UO2(OH)SO4]2·8H2O.
Elle est décrite pour la première fois en 1830 par le minéralogiste autrichien Wilhelm Karl Ritter von Haidinger. Elle doit son nom à l'archiduc Jean d'Autriche (1782-1859), fondateur du musée universel de Joanneum en Autriche.

## Propriétés
Le minéral cristallise dans le système cristallin triclinique. La formule chimique est Cu[UO2(OH)SO4]2·8H2O. Il ne se développe que sous la forme de petits prismes ou cristaux tabulaires minces à épais, généralement en agrégats feuilletés ou sphéroïdaux ainsi qu'en revêtements efflorescents. La couleur est vert émeraude à vert pomme et son trait est vert pâle.
La johannite est un minéral fortement radioactif avec une activité calculée de 87 501 143 bq/g.

## Formation et occurrence
La johannite se présente comme un minéral secondaire par oxydation d'uraninite ainsi que d'autres minéraux d'uranium.
Les localités comprennent l’Argentine, la République tchèque, la France, le Gabon, l’Allemagne, la Grèce, l’Italie, la Suisse, le Royaume-Uni et les États-Unis. La localité type est la mine Elias à Jáchymov en République tchèque.